# 金東英 (政治家)
金 東英（キム・ドンヨン、きん とうえい、朝鮮語: 김동영、1936年12月23日 - 1991年8月19日）は、大韓民国の政治家。第9・10・12・13代大韓民国国会議員。元政務第1長官。本貫は善山金氏。号は民草（ミンチョ、민초）。

## 経歴
日本統治時代の慶尚南道居昌郡出身。1952年に居昌中学校を卒業し、1955年に居昌農業高等学校（現: アリム高等学校）を卒業したのちに東国大学校政治学科に進学した。四月革命の際には学生運動に参加し、1960年に東国大学校を卒業した後、釜山東成高等学校で教鞭をとった。1971年には又石大学校と高麗大学校の講師を務め、1975年には東国大学校理事となった。
1966年、国会専門委員として政界入りし、 1970年、新民党の候補である金泳三によって抜擢された。以後、金泳三の側近として活動し、1973年2月27日に実施された第9代総選挙に居昌・山清・咸陽地区より新民党の公認で立候補して当選し、国会議員となった。その後の1978年12月12日に実施された第10代総選挙においても同地区より同党の公認で立候補して当選し、国会議員を務めた。1980年に全斗煥を中心とした新軍部の執権により国会議員職を失い、ソウル大学校行政大学院で行政学の修士を取得した。政治的に金泳三系列で活動したため、崔炯佑とともに『左東英右炯佑（좌동영우형우）』と呼ばれた。1984年に民主化推進協議会常任運営委員会委員として活動し、その後新韓民主党の結成に参加した。1987年に大統領直選制改憲を支持する野党側が統一民主党を結成する際に、その副総裁となった。1988年に第13代総選挙で当選し、統一民主党首席副総裁および海外同胞協力委員会委員長を務め、翌年は統一民主党の事務総長を兼任した。3党統合以降は民主自由党院内総務、国会運営委員会委員長、政務第1長官を歴任した。
容貌や感じられる印象から『根気の政治家（뚝심의 정치인）』と呼ばれた。1991年8月19日、癌により56歳で死去した。

## 登場作品
- 『三金時代』 - チョン・ハンホン（朝鮮語版）
- 『第5共和国』 - チェ・サンフン（朝鮮語版）